# Lilyan Tashman
Lilyan Tashman (ur. 23 października 1896 w Nowym Jorku, zm. 21 marca 1934 tamże) – amerykańska aktorka filmowa i teatralna, najbardziej znana z drugoplanowych ról złoczyńczyń lub mściwych „innych kobiet”. Wystąpiła w 66 filmach.

## Życiorys

### Życie prywatne
Urodziła się jako dziesiąte i najmłodsze dziecko w żydowskiej rodzinie na Brooklynie w Nowym Jorku. Była córką Rose (z domu Cook), która urodziła się w Niemczech, i Maurice’a Tashmanów, producenta odzieży z Białegostoku. Była wysoką, szczupłą blondynką o gardłowym głosie.
W 1914 poślubiła wodewilowca Ala Lee. Rozstali się w 1920, a rozwiedli w 1921. W 1925 wyszła za mąż za aktora Edmunda Lowe’a, wieloletniego przyjaciela. Oboje stali się ulubieńcami hollywoodzkich reporterów i byli ukazywani w prasie jako „idealne małżeństwo”. Tashman została opisana przez reporterkę Gladys Hall jako „najbardziej błyszcząca, nowoczesna, twarda i wyróżniająca się kobieta w całym Hollywood”. Para hojnie bawiła się w „Lilowe”, domu w Beverly Hills. Garderoba Tashman kosztowała milion dolarów. Słynęła z ekstrawagancji. Siedemdziesiąt lat po jej śmierci pisarz E.J. Fleming twierdził, że Edmund Lowe był gejem, a Tashman lesbijką. Jednak autorzy i autorki tekstów w magazynach i felietoniści gazet nie wspominali o tym ani za życia Tashman, ani później (w ocenie biografów, od 1927 do 1930 była w związku z Gretą Garbo).
W 1932 Tashman trafiła do szpitala w Nowym Jorku w celu usunięcia wyrostka robaczkowego. Wyszła ze szpitala wychudzona i osłabiona. Chociaż nakręciła jeszcze pięć filmów, znacznie osłabła. Jej rola w Riptide została ograniczona z powodu stale pogarszającego się stanu zdrowia. W lutym 1934 poleciała do Nowego Jorku, ale jej stan wymagał tygodnia odpoczynku w Connecticut. Wróciła do pracy w marcu. Dwa później pojawiła się w izraelskim Domu Sierot. Kiedy 16 marca trafiła do szpitala na operację, było już za późno, by lekarze mogli jej pomóc.
Tashman zmarła na raka w Doctor’s Hospital w Nowym Jorku. Jej pogrzeb odbył się 22 marca w nowojorskiej synagodze Temple Emanu-El z udziałem Sophie Tucker, Mary Pickford, Fanny Brice, Cecila Beatona, Jacka Benny’ego i innych wybitnych osobistości. Pochówek na Cmentarzu Waszyngtońskim w Brooklynie przyciągnął 10 000 fanów, żałobników i ciekawskich gapiów; doszło do zamieszek, ludzie zostali ranni, a nagrobek przewrócony. Tashman nie pozostawiła testamentu, ale podział 31 tys. dolarów w gotówce i 121 tys. dolarów w futrach i klejnotach wywołał niesnaski między jej mężem a siostrami, Hattie i Jennie.

### Kariera

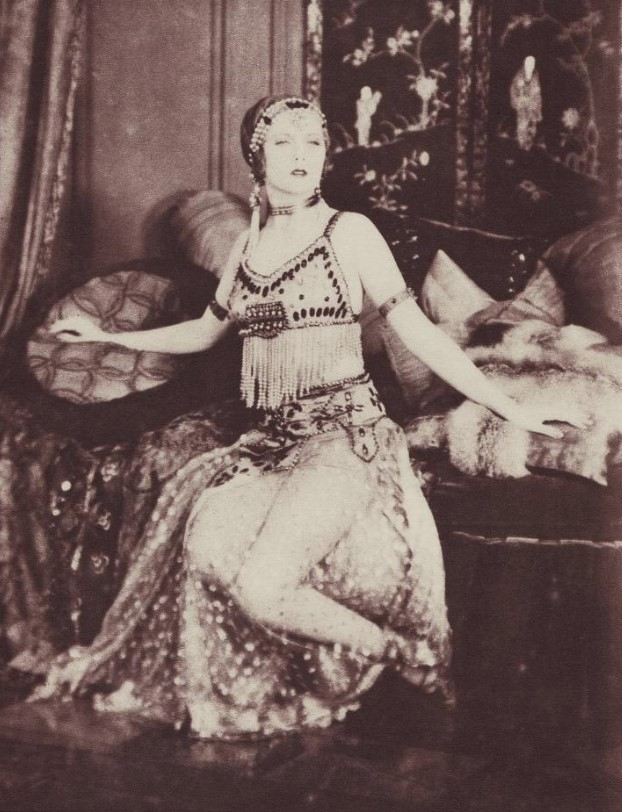
Lilyan Tashman w filmie So This Is Paris (1926)

Uczęszczała do Girl’s High School na Brooklynie. Zadebiutowała w wodewilu. W 1914, jako siedemnastolatka, była doświadczoną wykonawczynią. Występowała w Song Revue w Milwaukee w stanie Wisconsin ze wschodzącymi gwiazdami Eddiem Cantorem i Alem Lee. W 1916 zagrała Violę w inspirowanym Szekspirem numerze dla Ziegfeld Follies i pozostała z Follies przez lata 1917–1918. W 1919 producent David Belasco dał jej drugoplanową rolę w komedii Avery’ego Hopwooda The Gold Diggers. Program trwał dwa lata, a Tashman występował jako dublerka i czasami zastępował gwiazdę Inę Claire.
W 1921 zadebiutowała w filmie Experience i przez następne półtorej dekady występowała w wielu niemych produkcjach. Kiedy The Gold Diggers się zamknęli, pojawiła się w sztukach The Garden of Weeds i Madame Pierre. W 1922 zagrała małą rolę w filmie Mabel Normand Head Over Heels. W 1922 przeniosła się do Kalifornii i szybko znalazła pracę w filmach. W 1924 wystąpiła w pięciu produkcjach (w tym w kinowej adaptacji The Garden of Weeds) i otrzymała dobre recenzje za występy. Przenosiła się ze studia do studia. W 1931 podpisała długoterminowy kontrakt z Paramount. Nakręciła dziewięć filmów dla studia.
W 1925 wystąpiła w 10 filmach, w tym w Pretty Ladies z Joan Crawford i Myrną Loy. W latach 1926–1929 wystąpiła w wielu filmach, została cenioną drugoplanową aktorką, wystąpiła w niezależnych filmach Rocking Moon (1926) i The Woman Who Did Not Care (1927). Zagrała drugoplanowe role w farsie Ernsta Lubitscha So This Is Paris (1926), Camille z Normą Talmadge (1926), A Texas Steer z Willem Rogersem (1927), Manhattan Cocktail Dorothy Arzner (1928) i Hardboiled (1929).
Z łatwością poradziła sobie z przejściem do filmów dźwiękowych, tworząc w sumie 28. Pojawiła się w niektórych z pierwszych tego typu produkcjach, w tym w Bulldog Drummond United Artists (1929), The Trial of Mary Dugan (1929), zagubionym kolorowym musicalu Gold Diggers of Broadway (1929) i New York Nights (1930) z Normą Talmadge. Zagrała jako morderczyni w melodramacie Murder by the Clock, jako ofiarna matka w The Road to Reno (1931) oraz jako chórzystka w Wine, Women and Song (1933). W 1932 jej zdrowie zaczęło podupadać, ale pojawiła się jeszcze w The Wiser Sex, Those We Love, filmie o rewolucji rosyjskiej w reżyserii Scarlet Dawn, Mama Loves Papa z Charliem Rugglesem (1933) oraz musicalu Too Much Harmony (1933 ). Na początku 1934 pojawiła się w Riptide z Normą Shearer. Jej ostatni film, Frankie and Johnny, wszedł do kin już po jej śmierci, w 1936. Jej rola jako Nellie Bly została skrócona do epizodu.